# Panajachel
Panajachel is een gemeente in de hooglanden van Guatemala, gelegen in het departement Sololá. Het dorp ligt aan het Meer van Atitlán, op een hoogte van 1597 meter.
Panajachel is het drukstbezochte plaatsje aan het meer. Er wonen twintigduizend mensen. De meeste mensen verdienen hun kost in de toerisme-industrie. Ze werken in een van de vele hotels, restaurants en bars die Panajachel rijk is. In de hoofdstraat, de Calle Santander, zijn tientallen winkels met allerlei goederen voor toeristen.
In 2005 heeft de orkaan Stan grote schade aangericht in het dorp en vele bruggen weggeslagen.

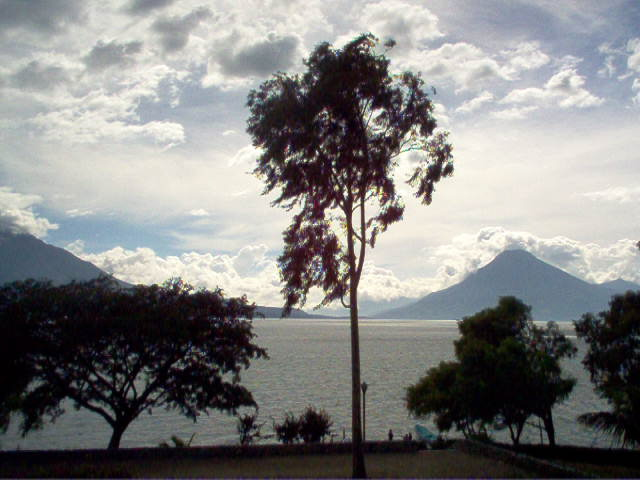
Het Meer van Atitlán gezien vanuit Panajachel